# ゴータ綱領批判
ゴータ綱領批判（ゴータこうりょうひはん、独：Kritik des Gothaer Programms、英：Critique of the Gotha Program）は、1875年5月にカール・マルクスが、ドイツ社会民主主義運動の中でマルクスやフリードリヒ・エンゲルスに近い、「アイゼナハ派」に書いた手紙を中心とした文書である。

## 概説
1875年にザクセン＝コーブルク＝ゴータ公国のゴータで、アウグスト・ベーベルらのドイツ社会民主労働党（いわゆる「アイゼナハ派」）が会議を開いて、フェルディナント・ラッサールらの全ドイツ労働者協会（「ラサール派」）との合同・統一党結成を決定した。アイゼナハ派は統一党のための綱領草案をマルクスに送りコメントを求めたが、ラッサールの理論による否定的な影響をマルクスは見出し、ラサール派を政府への譲歩のために労働者運動の要望を制限しようと意図する日和見主義者とみなしていた。綱領案に対するコメントとしてマルクスは「ドイツ労働者党綱領評注」を送付したが、マルクスの文書は公表されぬまま同年5月の後半にゴータでアイゼナハ・ラサール両派の会議が開かれ、綱領草案はわずかな修正のみで可決し統一党としてドイツ社会民主党が結党された。
「ゴータ綱領批判」は長く、マルクスの最も詳細な革命戦略の組織論の宣言であり、「プロレタリア独裁」 や、資本主義から共産主義への過渡期や、プロレタリア国際主義や労働者階級の政党について議論した文書であるとされてきた。
この文書はまた、資本主義からの移行の直後の共産主義社会の低い段階では「各人は能力に応じて働き、労働に応じて受け取る」、そして将来の共産主義社会の高い段階では「各人は能力に応じて働き、必要に応じて受け取る」（本来はルイ・ブランに由来する表現）などの、のちにスターリンが定式化した〈原則〉である二段階発展論を明示した文書と読まれてきた。低い段階での記述では「個人は社会から、与えただけ正確に受け取る」と述べている。また、資本主義社会から社会主義社会への過渡期における国家をプロレタリア独裁とした。この「ゴータ綱領批判」は、彼の死後に出版され、マルクスの最後の主要文書の一つとなった。
この手紙は、かなり後の1891年、ドイツ社会民主党が新綱領であるエルフルト綱領の採用の意向を宣言した際に、これを批判したエンゲルスが、公開し出版した。またエンゲルスはエルフルト綱領批判を書いて出版した。

## 日本語訳
- 「ゴータ綱領批判・エルフルト綱領批判」マルクス=エンゲルス選集刊行会訳、1962年10月、大月書店
- 「マルクス ゴータ綱領批判」望月清司訳、岩波文庫、1975年5月16日、ISBN 4-00-341264-8
- 「ゴータ綱領批判 エルフルト綱領批判」後藤洋訳、新日本出版社、2000年9月、ISBN 978-4-406-02760-1
- 「ゴータ綱領批判」細見和之訳、『マルクス・コレクション　6』筑摩書房、2005年9月、ISBN 4-480-40116-4
- 「ゴータ綱領批判」西雅雄訳、一穂社、2006年3月、ISBN 978-4-86181-143-2